# Carla Castellani (politica)
Carla Castellani (Rieti, 13 gennaio 1944) è una politica italiana.

## Biografia
Laureata in Medicina e Chirurgia, ha svolto la sua professione di corresponsabile del Servizio di Anestesia e Rianimazione dell'Ospedale Civile "Giuseppe Mazzini" di Teramo.
È sposata con Leo ed ha tre figli: Federica, Francesca ed Alessandro.

### Attività politica
È stata eletta alla Camera dei deputati, per il quarto mandato parlamentare consecutivo, nella Circoscrizione XVII (Abruzzo), per la lista del Popolo della Libertà (in precedenza, per Alleanza Nazionale). È stata proclamata eletta il 23 aprile 2008.
Iscritta al gruppo parlamentare del Popolo della Libertà ed è componente della XII Commissione permanente (Affari sociali).
Nel 1996 è eletta al Senato della Repubblica.
Nel 2001 è stata eletta alla Camera dei deputati.
Nel 2006 è stata confermata alla Camera dei deputati.
Nel 2008 è stata nuovamente confermata alla Camera dei deputati.

#### Incarichi in Parlamento e altri incarichi
È stata docente presso la Facoltà di Medicina e Chirurgia dell'Università degli Studi dell'Aquila.
Dal 1985 al 1989 è stata rappresentante aziendale dell'AAROI, Associazione anestesisti rianimatori ospedalieri italiani.
È autrice di pubblicazioni medico-scientifiche.